# Hrabstwo Bergen
Bergen – hrabstwo (ang. county) w stanie New Jersey w USA. Według spisu ludności na 2000 roku, liczyło 884 118 mieszkańców, w 2006 roku 904 037. Stanowi część obszaru metropolitalnego Nowego Jorku (New York metropolitan area).
Powierzchnia hrabstwa wynosi 639 km². Gęstość zaludnienia wynosi 1458 osób/km².

## Miasta
- Englewood
- Garfield
- Hackensack

## Wioski
- Ridgewood
- Ridgefield Park